# Райгородська сільська територіальна громада
Райгородська сільська територіальна громада — територіальна громада в Україні, у Гайсинському районі Вінницької області. Адміністративний центр — село Райгород.
Площа громади — 98,52 км², населення — 2190 мешканців (2018).
Утворена 22 червня 2016 року шляхом об'єднання Коржівської, Новообиходівської, Райгородської та Семенської сільських рад Немирівського району.
12 червня 2020 року Райгородська сільська громада утворена у складі Ситковецької селищної та Вищекропивнянської, Джуринецької, Коржівської, Мельниківської, Новообиходівської, Ометинецької, Райгородської, Семенської, Юрковецької сільських рад Немирівського району.

## Населені пункти
До складу громади входять 20 населених пунктів — 2 селища (Ситківці і Коржів) і 18 сіл: Вища Кропивна, Городниця, Гута, Джуринці, Коржівка, Мар'янівка, Мельниківці, Нижча Кропивна, Нові Обиходи, Ометинці, Райгород, Рубіжне, Салинці, Самчинці, Семенки, Слобідка, Червоне, Юрківці.